# غوستافو غوميز
غوستافو غوميز (بالإسبانية: Gustavo Gómez)‏ (من مواليد 8 يونيو 1993، بمدينة سان خوان باتيستا-الباراغواي) هو لاعب كرة قدم باراغوياني يلعب حالياً لنادي إيه سي ميلان الإيطالي منذ صيف 2016، بعدما انتقل من نادي لانوس الأرجنتيني بصفقة قدرت ب 8 مليون يورو.

## روابط خارجية
- غوستافو غوميز على موقع الاتحاد الدولي (مؤرشف)  (الإنجليزية)
- غوستافو غوميز على موقع قاعدة بيانات كرة القدم.إي يو (الإنجليزية)
- غوستافو غوميز على موقع ليكيب (الفرنسية)
- غوستافو غوميز على موقع ناشيونال فوتبول تيمز (الإنجليزية)
- غوستافو غوميز على موقع Soccerway.com (الإنجليزية)
- غوستافو غوميز على موقع عالم كرة القدم.نت (الإنجليزية)
- غوستافو غوميز على موقع AS.com (الإسبانية)